# 豬屎草蚜
豬屎草蚜（学名：Myzus siegesbeckicola）为常蚜科瘤蚜屬下的一个种。